# Fra Thailand til Thy
Fra Thailand til Thy er en dokumentarfilm instrueret af Janus Metz efter manuskript af Metz og Sine Plambech.

## Handling
I Nordjylland bor der 575 thaikvinder. For femten år siden boede der næsten ingen. De fleste af kvinderne bor i Thy og er gift med fiskere og landmænd, og ofte kender de næsten ikke mændene, før de gifter sig. Med Sommai i spidsen skildrer filmen et netværk af entreprenante og stærke thailandske kvinder. De skal finde en mand til niecen Kae, som er i Danmark på et tre måneders turistvisum. Med kontaktannoncer og kvindelist søger de den rette mand til Kae. Filmen følger hende fra hun ankommer i Kastrup lufthavn til hendes møde med en dansk mand.